# Grote maagdenpalm
De grote maagdenpalm (Vinca major) is een vaste plant behorend tot de maagdenpalmfamilie (Apocynaceae). De plant komt van nature voor in Zuid-Europa.

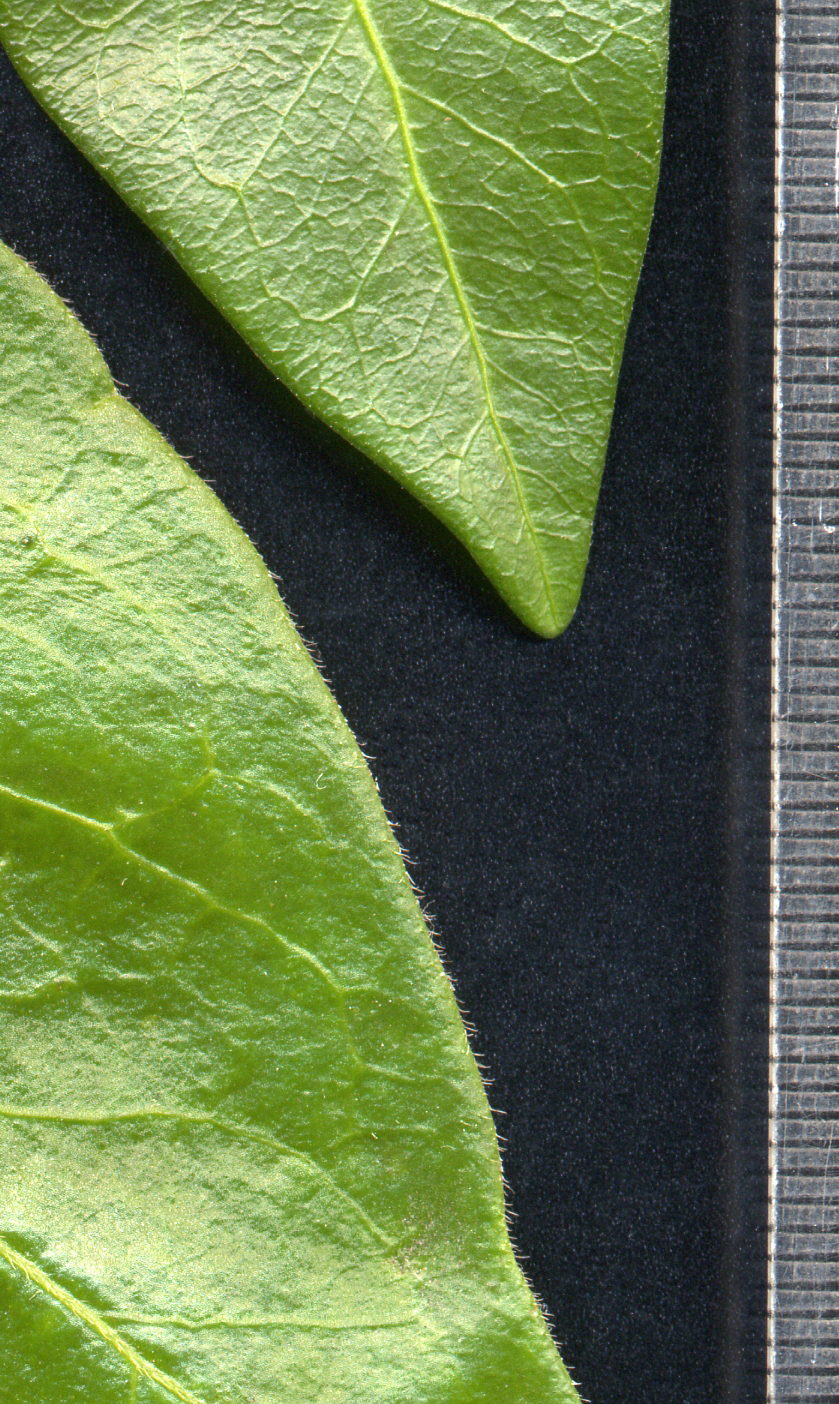
Boven: blad van de kleine maagdenpalm
Onder: blad van de grote maagdenpalm

De plant lijkt sterk op de kleine maagdenpalm (Vinca minor), maar is hoger en kan 50-70 cm hoog worden. De 3-9 cm × 2-6 cm grote bladeren zijn eirond, langer gesteeld (lengte 1-2 cm) en hebben een groter kleurverloop, van donkergroen tot geel. Ook zijn de bladranden behaard dit in tegenstelling tot die van de kleine maagdenpalm. De 5-6 cm grote, violetpurperen bloemen zijn groter, en de kelkslippen zijn langer en spitser. De grote maagdenpalm bloeit van het vroege voorjaar tot de herfst. De vrucht is een dubbele kokervrucht. Bij gebruik als cultuurplant, wordt gesnoeid in april. 
In België en Nederland verwildert ze soms vanuit tuinen en parken.
De plant wordt gebruikt als bodembedekker.

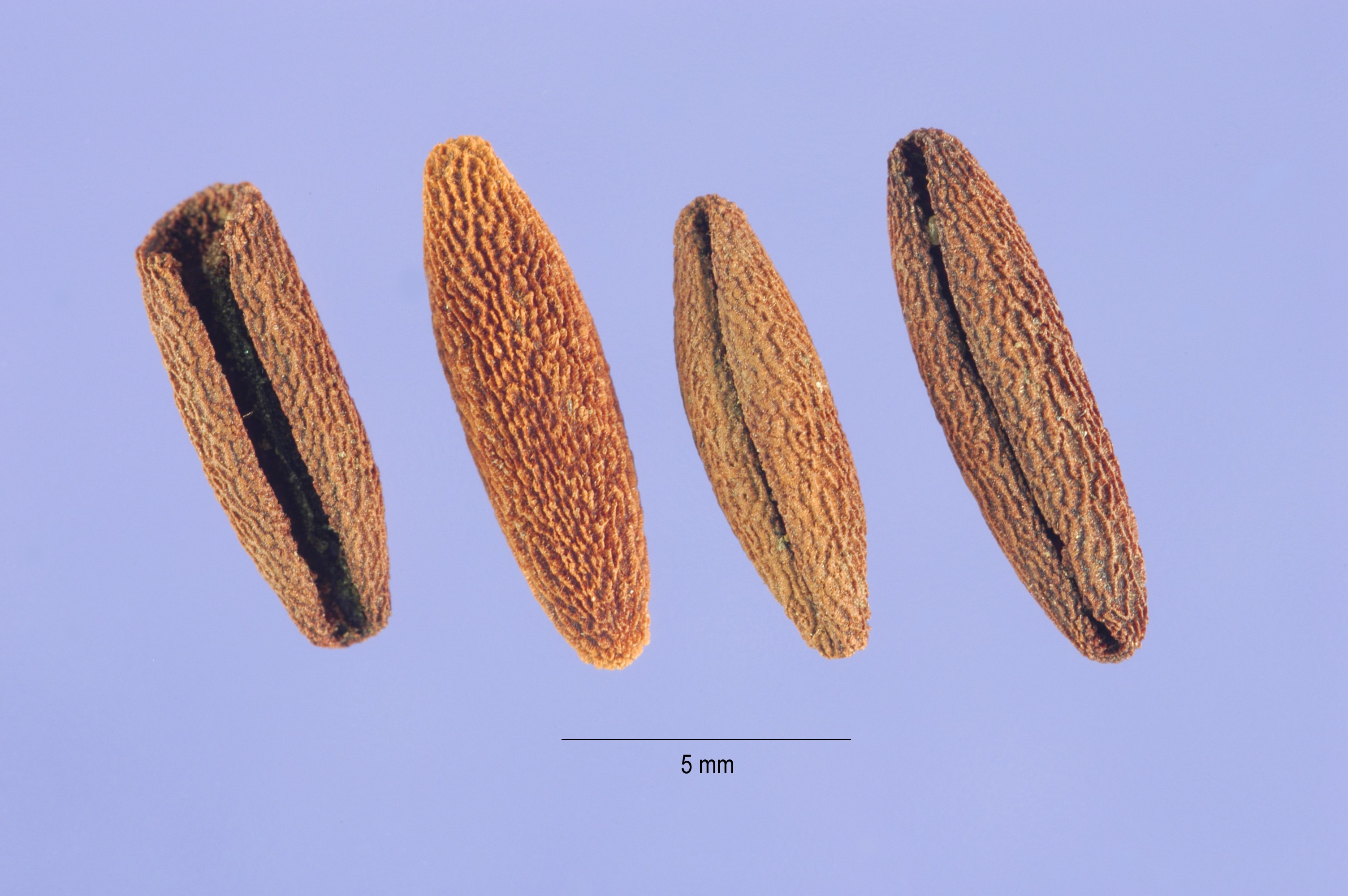
Zaden
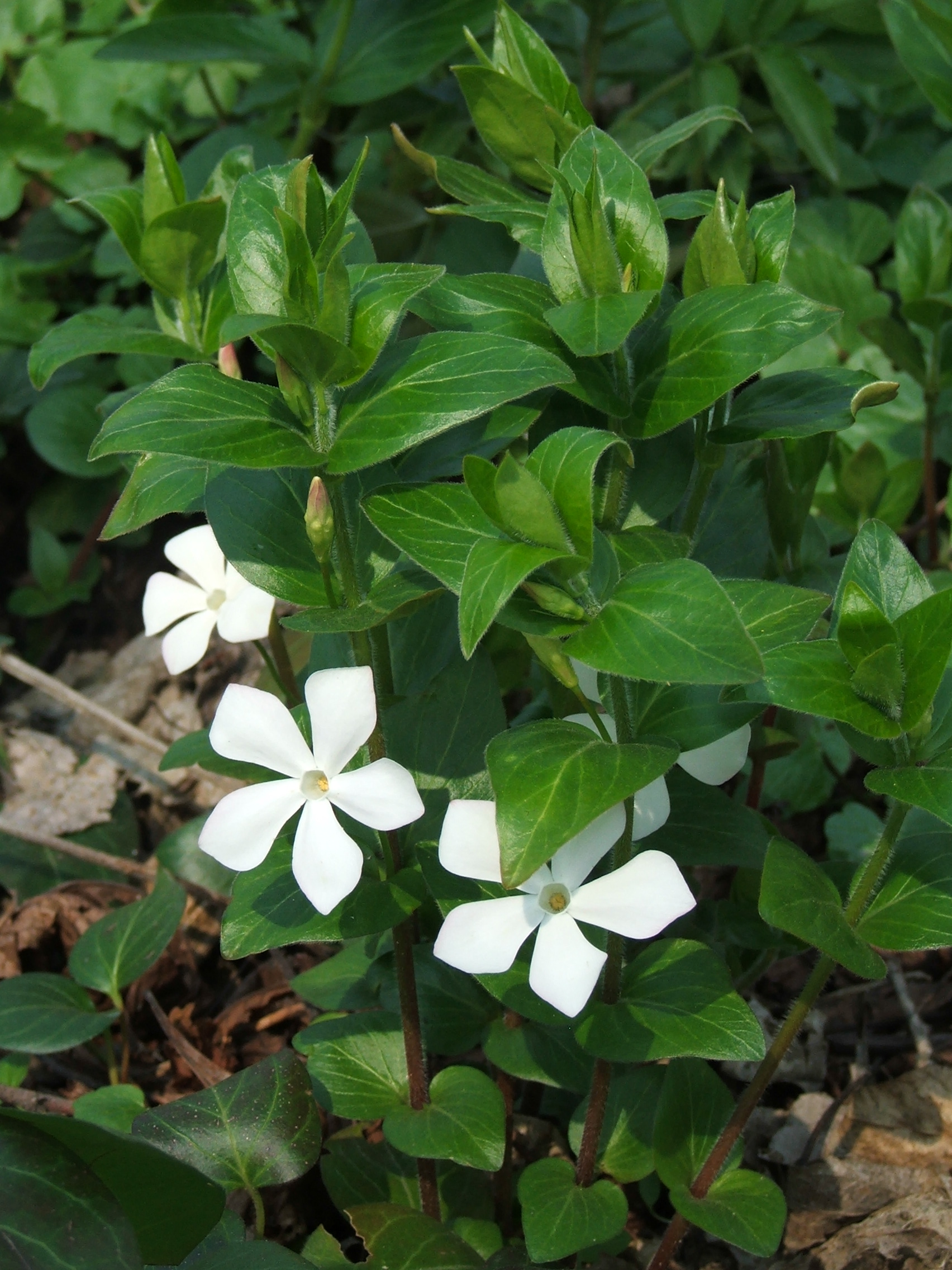
Witbloeiende